# Volvo Masters 2008

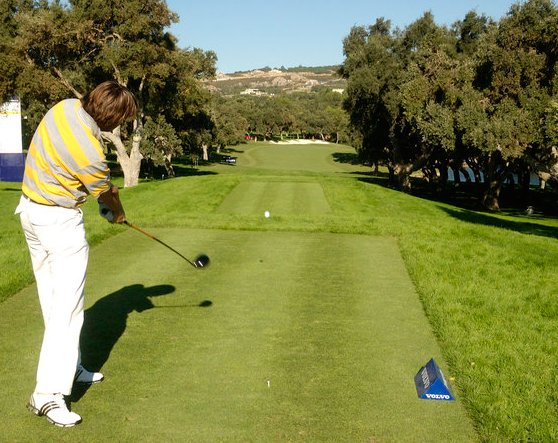
Robert-Jan Derksen op de Volvo Masters 2008

De Volvo Masters 2008 was een golfwedstrijd die van donderdag 30 oktober tot zondag 2 november 2008 werd gespeeld op de Valderramabaan op Sotogrande. Het was de laatste editie van een golftoernooi, dat 21 jaar lang steeds het laatste toernooi van het seizoen van de Europese PGA Tour was geweest. De par van de baan was 71.
Het toernooi werd gekenmerkt door zware regenval op de vrijdagse speeldag. Enkele greens stonden onder water, waardoor de wedstrijd ingekort moest worden. Er waren 60 deelnemers. Het toernooi werd gewonnen door de Deen Søren Kjeldsen, naar de tweede plaats was de Duitser Martin Kaymer opgeklommen.
Dit was de laatste wedstrijd onder de naam 'Volvo Masters'. Het toernooi werd vervangen door de Race To Dubai.